# Prothoracibidion flavozonatum
Prothoracibidion flavozonatum är en skalbaggsart som beskrevs av Martins 1960. Prothoracibidion flavozonatum ingår i släktet Prothoracibidion och familjen långhorningar. Inga underarter finns listade i Catalogue of Life.